# TVARK
TVARK是英国的一个电视历史档案网站，内容包括各电视台的频道及节目宣传片、节目片头片尾、频道开台收台画面及检验图、图文电视和技术失误等。网站收录的视频片段以英国国内电视台为主，包括BBC、ITV、英国第四台和天空电视台等；此外，网站也收录了其它国家和地区电视台的画面。

## 历史
TVARK网站成立于1998年，起初名为“Television Ark”。网站成立初期，由于拨号上网网速限制，只能提供一些分辨率极低的视频片段。随着时间推移，网站提供的视频片段画质不断提升，运营人员也由成立初期的只有一人发展到拥有8人的团队。2005年12月，另外一个专门提供旧日英国教育电视节目的网站“SchoolsTV.com”并入TVARK。
2006年夏季，网站运营者宣布“休假”，网站暂时关闭，同年圣诞节恢复上线。2009年7月，网站弃用RealMedia，改以Flash提供视频流。
网站曾经拥有一个论坛，但在2005年12月18日关闭。
2016年，网站开始不再更新内容，但其社交平台仍在不定时更新视频。2017年4月，网站再次关闭。运营者在网站主页宣布，TVARK将於2017年年底重新上线。但是，隨後的延遲繼續推遲了新網站的發布日期，導致該網站在2017年剩餘時間，2018年全年以及2019年的大部分時間都處於離線狀態。根據TVARK主頁上的消息 ，TVARK團隊正在將网站“盡快地”重新上线。 TVARK於2019年11月7日宣布，TVARK将於2020年1月19日重新上线。

## 视频提供方式
TVARK并没有其它视频网站那种在线上传视频的功能，站方解释称这是为了防止盗链和便于存档。视频提供者需事先与网站管理员联系，然后将录有视频片段的录像带、DVD、DV等以邮寄的方式发给网站。